# Wicemarszałek Senatu

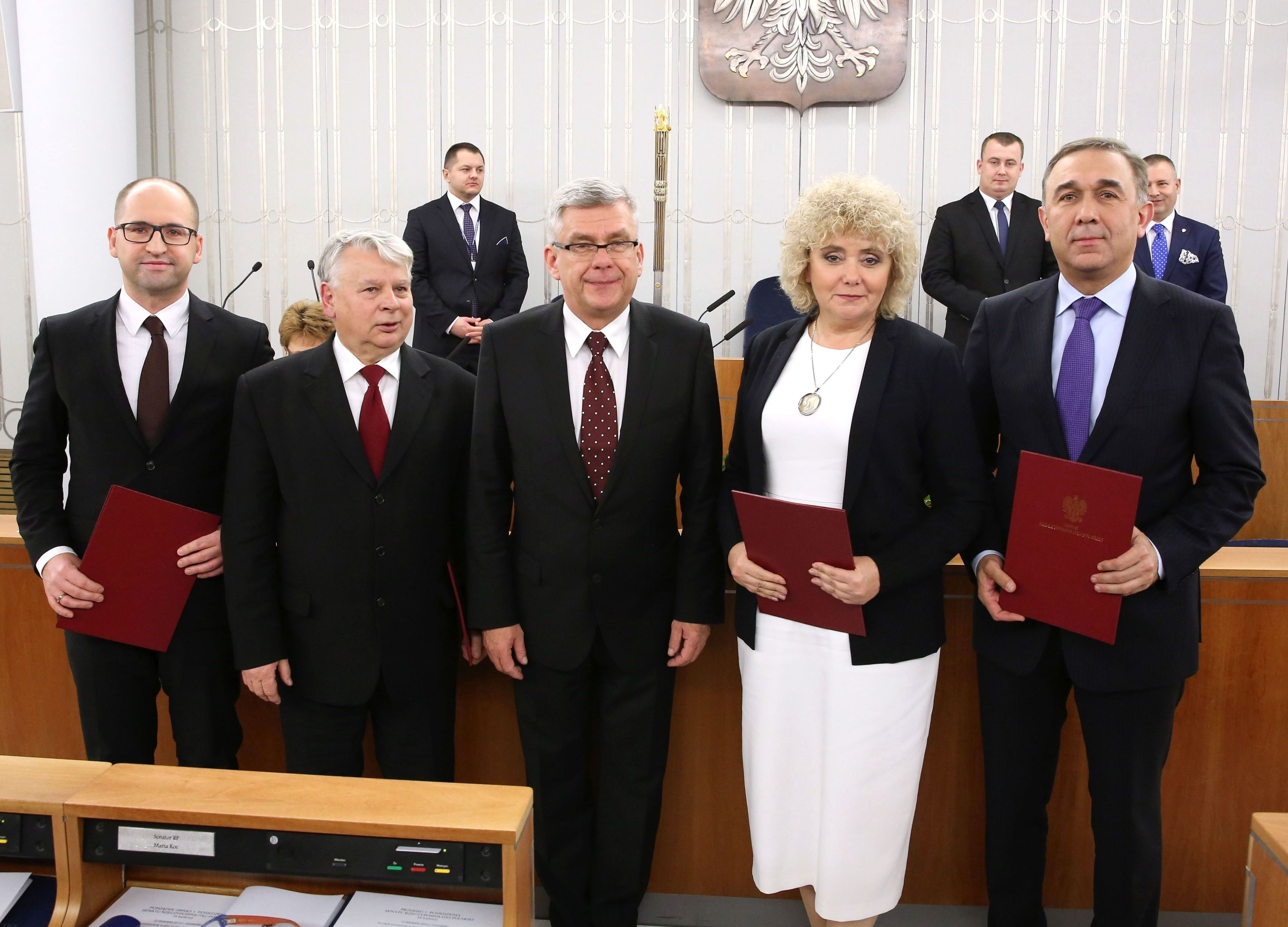
Marszałek i wicemarszałkowie Senatu IX kadencji

Wicemarszałek Senatu RP – zastępca marszałka Senatu.
Liczbę wicemarszałków Senatu określa Regulamin Senatu, mający rangę uchwały Senatu. Dlatego liczba ta nie jest stała i jest odzwierciedleniem koniunktury politycznej. Według obecnego stanu (2023) na stanowisko wicemarszałka może być wybranych maksymalnie 5 senatorów.
Rola wicemarszałków ma niewielkie znaczenie. Ich funkcja sprowadza się do technicznego zastępstwa marszałka, do ich zadań należy m.in. przewodniczenie obradom izby, udzielanie głosu senatorom i przeprowadzanie głosowań. Marszałek i wicemarszałkowie tworzą ponadto Prezydium Senatu, a wraz z przedstawicielami klubów parlamentarnych – Konwent Seniorów.

## Wicemarszałkowie Senatu II RP
Wicemarszałkowie Senatu RP I kadencji (1922–1928)
- Jakub Bojko (PSL „Piast”)
- Jan Woźnicki (PSL „Wyzwolenie”)
- Antoni Stychel (ZLN)

Wicemarszałkowie Senatu RP II kadencji (1928–1930)
- Hipolit Gliwic (BBWR)
- Stanisław Posner (PPS)
- Mychajło Hałuszczynski (Klub Ukraiński)

Wicemarszałkowie Senatu RP III kadencji (1930–1935)
- Antoni Bogucki (BBWR)
- Zygmunt Leszczyński (BBWR)
- Jakub Bojko (BBWR)
- Feliks Bolt (Klub Narodowy)

Wicemarszałkowie Senatu RP IV kadencji (1935–1938)
- Mikołaj Kwaśniewski (BBWR)
- Kazimierz Świtalski, po 12 grudnia 1935 Jerzy Barański (BBWR)
- Wacław Makowski (BBWR)

Wicemarszałkowie Senatu RP V kadencji (1938–1939)
- Stefan Dąbkowski (OZN)
- Alojzy Pawelec (OZN)
- Błażej Stolarski (OZN)

## Senat Polskiej Rzeczypospolitej Ludowej/III Rzeczypospolitej Polskiej
| Przedstawiciel klubu |
| --- |
| Unia Demokratyczna Obywatelski Klub Parlamentarny / Niezależny Samorządny Związek Zawodowy „Solidarność” / Akcja Wyborcza Solidarność Polski Program Liberalny Porozumienie Centrum Konwencja Polska Sojusz Lewicy Demokratycznej / SLD-UP „Lewica Razem” Senatorski Klub Demokratyczny / Klub Demokratyczny Senatu Blok Senat 2001 Prawo i Sprawiedliwość Koło Senatorów Niezależnych i Ludowych Platforma Obywatelska / Koalicja Obywatelska Polskie Stronnictwo Ludowe / Koalicja Polska Lewica Polska 2050 |

|  | Wicemarszałek Senatu                  | Zdjęcie | Od                        | Do                        | Klub/koło                                            | Kadencja      |
|  | ------------------------------------- | ------- | ------------------------- | ------------------------- | ---------------------------------------------------- | ------------- |
|  | Zofia Kuratowska (1931–1999)          |         | 4 lipca 1989(dts)         | 25 listopada 1991(dts)    | Unia Demokratyczna                                   | I kadencja    |
|  | Józef Ślisz (1934–2001)               |         | 4 lipca 1989(dts)         | 25 listopada 1991(dts)    | Obywatelski Klub Parlamentarny                       | I kadencja    |
|  | Andrzej Wielowieyski (ur. 1927)       |         | 4 lipca 1989(dts)         | 25 listopada 1991(dts)    | Unia Demokratyczna                                   | I kadencja    |
|  | Andrzej Czapski (ur. 1954)            |         | 27 listopada 1991(dts)    | 14 października 1993(dts) | Polski Program Liberalny                             | II kadencja   |
|  | Alicja Grześkowiak (ur. 1941)         |         | 27 listopada 1991(dts)    | 14 października 1993(dts) | Porozumienie Centrum                                 | II kadencja   |
|  | Józef Ślisz (1934–2001)               |         | 27 listopada 1991(dts)    | 14 października 1993(dts) | Konwencja Polska                                     | II kadencja   |
|  | Ryszard Czarny (ur. 1949)             |         | 15 października 1993(dts) | 15 marca 1995(dts)        | Sojusz Lewicy Demokratycznej                         | III kadencja  |
|  | Stefan Jurczak (1938–2012)            |         | 15 października 1993(dts) | 19 października 1997(dts) | Niezależny Samorządny Związek Zawodowy „Solidarność” | III kadencja  |
|  | Zofia Kuratowska (1931–1999)          |         | 15 października 1993(dts) | 19 października 1997(dts) | Senatorski Klub Demokratyczny                        | III kadencja  |
|  | Grzegorz Kurczuk (ur. 1949)           |         | 16 marca 1995(dts)        | 19 października 1997(dts) | Sojusz Lewicy Demokratycznej                         | III kadencja  |
|  | Andrzej Chronowski (ur. 1961)         |         | 21 października 1997(dts) | 3 października 2000(dts)  | Akcja Wyborcza Solidarność                           | IV kadencja   |
|  | Tadeusz Rzemykowski (1946–2022)       |         | 21 października 1997(dts) | 18 października 2001(dts) | Sojusz Lewicy Demokratycznej                         | IV kadencja   |
|  | Donald Tusk (ur. 1957)                |         | 21 października 1997(dts) | 18 października 2001(dts) | Klub Demokratyczny Senatu                            | IV kadencja   |
|  | Marcin Tyrna (ur. 1945)               |         | 3 października 2000(dts)  | 18 października 2001(dts) | Akcja Wyborcza Solidarność                           | IV kadencja   |
|  | Jolanta Danielak (ur. 1954)           |         | 20 października 2001(dts) | 19 października 2005(dts) | SLD-UP „Lewica Razem”                                | V kadencja    |
|  | Ryszard Jarzembowski (1945–2021)      |         | 20 października 2001(dts) | 19 października 2005(dts) | SLD-UP „Lewica Razem”                                | V kadencja    |
|  | Kazimierz Kutz (1929–2018)            |         | 20 października 2001(dts) | 19 października 2005(dts) | Blok Senat 2001                                      | V kadencja    |
|  | Ryszard Legutko (ur. 1949)            |         | 27 października 2005(dts) | 4 listopada 2007(dts)     | Prawo i Sprawiedliwość                               | VI kadencja   |
|  | Maciej Płażyński (1958–2010)          |         | 27 października 2005(dts) | 4 listopada 2007(dts)     | Koło Senatorów Niezależnych i Ludowych               | VI kadencja   |
|  | Krzysztof Putra (1957–2010)           |         | 27 października 2005(dts) | 4 listopada 2007(dts)     | Prawo i Sprawiedliwość                               | VI kadencja   |
|  | Marek Ziółkowski (ur. 1949)           |         | 22 grudnia 2005(dts)      | 4 listopada 2007(dts)     | Platforma Obywatelska                                | VI kadencja   |
|  | Krystyna Bochenek (1953–2010)         |         | 5 listopada 2007(dts)     | 10 kwietnia 2010(dts)     | Platforma Obywatelska                                | VII kadencja  |
|  | Marek Ziółkowski (ur. 1949)           |         | 5 listopada 2007(dts)     | 7 listopada 2011(dts)     | Platforma Obywatelska                                | VII kadencja  |
|  | Zbigniew Romaszewski (1940–2014)      |         | 5 listopada 2007(dts)     | 7 listopada 2011(dts)     | Prawo i Sprawiedliwość                               | VII kadencja  |
|  | Grażyna Sztark (ur. 1954)             |         | 17 listopada 2010(dts)    | 7 listopada 2011(dts)     | Platforma Obywatelska                                | VII kadencja  |
|  | Stanisław Karczewski (ur. 1955)       |         | 9 listopada 2011(dts)     | 11 listopada 2015(dts)    | Prawo i Sprawiedliwość                               | VIII kadencja |
|  | Maria Pańczyk-Pozdziej (1942–2022)    |         | 9 listopada 2011(dts)     | 11 listopada 2015(dts)    | Platforma Obywatelska                                | VIII kadencja |
|  | Jan Wyrowiński (ur. 1947)             |         | 9 listopada 2011(dts)     | 11 listopada 2015(dts)    | Platforma Obywatelska                                | VIII kadencja |
|  | Adam Bielan (ur. 1974)                |         | 12 listopada 2015(dts)    | 28 maja 2019(dts)         | Prawo i Sprawiedliwość                               | IX kadencja   |
|  | Bogdan Borusewicz (ur. 1949)          |         | 12 listopada 2015(dts)    | 11 listopada 2019(dts)    | Platforma Obywatelska                                | IX kadencja   |
|  | Grzegorz Czelej (ur. 1964)            |         | 12 listopada 2015(dts)    | 20 kwietnia 2017(dts)     | Prawo i Sprawiedliwość                               | IX kadencja   |
|  | Maria Koc (ur. 1964)                  |         | 12 listopada 2015(dts)    | 11 listopada 2019(dts)    | Prawo i Sprawiedliwość                               | IX kadencja   |
|  | Michał Seweryński (ur. 1939)          |         | 20 kwietnia 2017(dts)     | 11 listopada 2019(dts)    | Prawo i Sprawiedliwość                               | IX kadencja   |
|  | Marek Pęk (ur. 1975)                  |         | 26 czerwca 2019(dts)      | 11 listopada 2019(dts)    | Prawo i Sprawiedliwość                               | IX kadencja   |
|  | Bogdan Borusewicz (ur. 1949)          |         | 12 listopada 2019         | 12 listopada 2023         | Koalicja Obywatelska                                 | X kadencja    |
|  | Michał Kamiński (ur. 1972)            |         | 12 listopada 2019         | 12 listopada 2023         | Koalicja Polska                                      | X kadencja    |
|  | Stanisław Karczewski (ur. 1955)       |         | 12 listopada 2019         | 13 maja 2020              | Prawo i Sprawiedliwość                               | X kadencja    |
|  | Gabriela Morawska-Stanecka (ur. 1968) |         | 12 listopada 2019         | 12 listopada 2023         | Koalicja Obywatelska                                 | X kadencja    |
|  | Marek Pęk (ur. 1975)                  |         | 13 maja 2020              | 12 listopada 2023         | Prawo i Sprawiedliwość                               | X kadencja    |
|  | Magdalena Biejat (ur. 1982)           |         | 13 listopada 2023         | pełni funkcję             | Nowa Lewica                                          | XI kadencja   |
|  | Rafał Grupiński (ur. 1952)            |         | 13 listopada 2023         | pełni funkcję             | Koalicja Obywatelska                                 | XI kadencja   |
|  | Michał Kamiński (ur. 1972)            |         | 13 listopada 2023         | pełni funkcję             | Polskie Stronnictwo Ludowe, Trzecia Droga            | XI kadencja   |
|  | Maciej Żywno (ur. 1976)               |         | 13 listopada 2023         | pełni funkcję             | Polska 2050, Trzecia Droga                           | XI kadencja   |

## Żyjący byli wicemarszałkowie Senatu
1. Andrzej Wielowieyski (ur. 1927), członek Rady Politycznej UED
2. Michał Seweryński (ur. 1939), senator XI kadencji z ramienia PiS
3. Alicja Grześkowiak (ur. 1941)
4. Marcin Tyrna (ur. 1945)
5. Jan Wyrowiński (ur. 1947), prezes Zrzeszenia Kaszubsko-Pomorskiego
6. Bogdan Borusewicz (ur. 1949), senator XI kadencji z ramienia KO
7. Marek Ziółkowski (ur. 1949)
8. Ryszard Czarny (ur. 1949)
9. Grzegorz Kurczuk (ur. 1949), radny Sejmiku Województwa Lubelskiego
10. Ryszard Legutko (ur. 1949)
11. Andrzej Czapski (ur. 1954), radny miasta Biała Podlaska
12. Jolanta Danielak (ur. 1954)
13. Grażyna Sztark (ur. 1954)
14. Stanisław Karczewski (ur. 1955), senator XI kadencji z ramienia PiS
15. Donald Tusk (ur. 1957), prezes Rady Ministrów, przewodniczący PO oraz poseł na Sejm X kadencji
16. Andrzej Chronowski (ur. 1961)
17. Maria Koc (ur. 1964), poseł na Sejm X kadencji z ramienia PiS
18. Grzegorz Czelej (ur. 1964), senator XI kadencji z ramienia PiS
19. Gabriela Morawska-Stanecka (ur. 1968), senator XI kadencji z ramienia KO
20. Adam Bielan (ur. 1974), poseł do Parlamentu Europejskiego X kadencji z ramienia PiS
21. Marek Pęk (ur. 1975), senator XI kadencji z ramienia PiS